# Манитоба (језеро)
Језеро Манитоба налази се у Канади у истоименој провинцији удаљено око 45 километара од главног града Винипег. То је 13. слатководно језеро по величини у Канади (површина 4.624 квадратна километара) и 33. у свету. Неправилног је облика дужине око 200 километара, а ширине од 8 до 45 километара. Највећа дубина је 248 метара. Најмање је у групи од три велика језера, где спадају још Винипег (највеће) и Винипегосис. Сва три језера су остаци праисторијског ледничког језера Агасиз. Језеро Манитоба прима воду од језера Винипегосис кроз бројне мање речице, а своју воду предаје језеру Винипег, која преко реке Нелсон отиче у Хадсонов залив. Језеро је богато рибом и годишњи приход од риболова на њему је 30 милиона долара.